# Myctophum phengodes
Myctophum phengodes är en fiskart som först beskrevs av Christian Frederik Lütken 1892.  Myctophum phengodes ingår i släktet Myctophum och familjen prickfiskar. Inga underarter finns listade i Catalogue of Life.